# 方阿陶環礁
方阿陶環礁（Fangatau）是南太平洋法屬波利尼西亞的環礁，屬於土阿莫土群島的一部分，位於法卡希納環礁西北72公里处，由同名市镇管辖，長8公里、寬3.5公里，土地面積6平方公里，潟湖面積11平方公里，2022年人口150。

## 外部連結
- （页面存档备份，存于）
- Fangatau Airport （页面存档备份，存于）
- Atoll names （页面存档备份，存于）
- Bellingshausen （页面存档备份，存于）
- Atoll list (in French)